# Liste des cathédrales du Molise
Cet article recense les cathédrales du Molise en Italie.

## Généralités
Toutes les cathédrales érigées dans le Molise sont des édifices de l'Église catholique. Administrativement, la région est sous la juridiction de la région ecclésiastique des Abruzzes et du Molise, qui couvre également la région voisine des Abruzzes. À l'intérieur de cette région ecclésiastique, le Molise est concerné par quatre diocèses ou archidiocèses : Campobasso-Boiano, Isernia-Venafro, Termoli-Larino et Trivento
Au total, la région compte quatre cathédrales et trois cocathédrales. On y dénombre également au moins une ancienne cathédrale : une église toujours en activité, qui a par le passé accueilli le siège d'un évéché avant de le perdre.

## Liste

### Cathédrales
| Édifice                        | Commune    | Province   | Diocèse           | Notes             | Coordonnées                  | Illus. |
| ------------------------------ | ---------- | ---------- | ----------------- | ----------------- | ---------------------------- | ------ |
| Santissima Trinità             | Campobasso | Campobasso | Campobasso-Boiano |                   | 41° 33′ 38″ N, 14° 39′ 35″ E |        |
| San Basso e San Timoteo        | Termoli    | Campobasso | Termoli-Larino    | Basilique mineure | 42° 00′ 19″ N, 14° 59′ 50″ E |        |
| Santi Nazaroi, Celso e Vittore | Trivento   | Campobasso | Trivento          |                   | 41° 47′ 06″ N, 14° 33′ 03″ E |        |
| San Pietro Apostolo            | Isernia    | Isernia    | Isernia-Venafro   |                   | 41° 35′ 24″ N, 14° 13′ 36″ E |        |

### Cocathédrales
| Édifice             | Commune | Province   | Diocèse           | Notes             | Coordonnées                  | Illus. |
| ------------------- | ------- | ---------- | ----------------- | ----------------- | ---------------------------- | ------ |
| San Bartolomeo      | Bojano  | Campobasso | Campobasso-Boiano |                   | 41° 28′ 55″ N, 14° 28′ 21″ E |        |
| San Pardo           | Larino  | Campobasso | Termoli-Larino    | Basilique mineure | 41° 48′ 04″ N, 14° 54′ 37″ E |        |
| Santa Maria Assunta | Venafro | Isernia    | Isernia-Venafro   |                   | 41° 29′ 02″ N, 14° 02′ 18″ E |        |

### Anciennes cathédrales
| Édifice                  | Commune       | Province   | Notes | Coordonnées                  | Illus. |
| ------------------------ | ------------- | ---------- | ----- | ---------------------------- | ------ |
| Santa Maria Assunta (en) | Guardialfiera | Campobasso |       | 41° 48′ 05″ N, 14° 47′ 36″ E |        |